# Clayton Rohner
Pour les articles homonymes, voir Rohner.
Clayton Rohner, né le 5 août 1957 à Palo Alto (Californie), est un acteur américain.

## Biographie
Clayton Rohner est un acteur qui a fait des apparitions régulières à la télévision et a fait partie de la distribution principale des séries Murder One et Good Versus Evil. Au cinéma, il a notamment joué dans Air Force Bat 21 (1988), Relic (1997), Le Diable des glaces (1998, rôle principal) et The Human Centipede III (Final Sequence) (2015).

## Filmographie

### Cinéma
- 1985 : Just One of the Guys (en) : Rick Morehouse
- 1986 : Week-end de terreur : Chaz Vyshinski
- 1988 : Air Force Bat 21 : Sergent Harley Rumbaugh
- 1988 : Shadow of Death : David Harris
- 1989 : Lectures diaboliques : Richard
- 1996 : Naked Souls : Jerry
- 1997 : Relic : l'inspecteur Hollingsworth
- 1998 : Le Diable des glaces : Capitaine Sam Cage
- 1998 : Un privé à L.A. : Sonny "Beep" Collins
- 2009 : Le Psy d'Hollywood : Dr McBurney
- 2013 : Jobs : l'expert financier
- 2015 : The Human Centipede III (Final Sequence) : Dr Jones

### Télévision
- 1983 : Hooker (série télévisée, saison 2 épisode 12) : Richie
- 1986 : Deux flics à Miami (série télévisée, saison 2 épisode 13) : Timmy Davis
- 1988 : Star Trek : La Nouvelle Génération (série télévisée, saison 1 épisode 15) : Amiral Mark Jameson
- 1995 : New York Police Blues (série télévisée, saison 2 épisode 20) : Earl Padzik
- 1996-1997 : Murder One (série télévisée, 9 épisodes) : l'inspecteur Vince Biggio
- 1999 : X-Files : Aux frontières du réel (série télévisée, saison 6 épisode Le Roi de la pluie) : Daryl Mootz
- 1999-2000 : Good Versus Evil (série télévisée, 22 épisodes) : Chandler Smythe
- 2000 : Charmed (série télévisée, saison 2 épisode 10) : Drazi
- 2001 : Jack and Jill (série télévisée, 3 épisodes) : Dante
- 2002 : Angel (série télévisée, saison 4 épisode Le casino gagne toujours) : Lee DeMarco
- 2006 : Bones (série télévisée, saison 1 épisode 17) : Wayne Kellogg
- 2006-2007 : Day Break (série télévisée, 4 épisodes) : Jared Pryor
- 2009 : Urgences (série télévisée, saison 15 épisode 22) : Roger Anderson
- 2009 : Mentalist (série télévisée, saison 1 épisode 22) : Asher MacLean
- 2009 : Castle (série télévisée, saison 2 épisode 7) : John McGinnis
- 2010 : Burn Notice (série télévisée, saison 4 épisode 4) : Nick Madison
- 2017 : SuperHigh (série télévisée, saison 1) : Bruce